# كوزارنيكا
كوزارنيكا أو كهف كوزارنيك (بالبلغارية: Пещера Козарника)‏ هو كهف في شمال غرب بلغاريا كان يستخدم كمأوى للصيادين منذ العصر الحجري القديم السفلي (1.6-1.4 مليون سنة مضت). إنه يمثل طريقًا قديمًا للهجرة البشرية المبكرة من أفريقيا إلى أوروبا عبر البلقان، قبل المسار المقترح حاليًا عبر جبل طارق. ربما يحتفظ الكهف بأقدم دليل على السلوك الرمزي البشري، وقد ظهرت هنا أقدم مجموعات صوان جرافيت الأوروبية.

## للقراءة المتعمقة
- Rincon، Paul (16 مارس 2004). "Early human marks are 'symbols'". BBC. مؤرشف من الأصل في 2021-05-06. اطلع عليه بتاريخ 2010-05-12.